# Heather Menzies
Heather Menzies (Toronto, 3 de dezembro de 1949 - Quinte West, 24 de dezembro de 2017) foi uma atriz canadense famosa por interpretar Louisa, a terceira criança na escadinha Von Trapp em The Sound of Music. Durante as filmagens, salvou Kym Karath (Gretl) de se afogar. Na cena, gravada em um lago, Julie Andrews deveria pular e salvar a menina, mas pulou por engano do lado errado. Heather foi quem tirou Kym da água, e ambas ficaram próximas após o incidente.
Heather continuou a fazer sucesso em filmes como “Hawaii”, “Piranha” e “O Homem-Cobra”, e posou para a revista masculina “Playboy”.
Casou-se com Robert Urich, seu marido por 28 anos, que morreu de câncer em 2002. Tornou-se produtora e comanda a 'Fundação Robert Urich para o Câncer'.

## Morte
Heather morreu aos 68 anos na véspera do natal de 2017, vítima de um câncer cerebral em Frankford.